# Mont Hōbutsu
Le mont Hōbutsu (宝仏山, Hōbutsu-san) est une montagne culminant à 1 005 m d'altitude à la limite des bourgs de Hino et Kōfu dans la préfecture de Tottori. La zone autour de la montagne a été incorporée au parc national de Daisen-Oki en mars 2002.